# Льяс-д’Арманьяк
Льяс-д’Арманья́к (фр. Lias-d'Armagnac) — коммуна во Франции, находится в регионе Юг — Пиренеи. Департамент — Жер. Входит в состав кантона Казобон. Округ коммуны — Кондом.
Код INSEE коммуны — 32211.

## География
Коммуна расположена приблизительно в 590 км к югу от Парижа, в 125 км западнее Тулузы, в 60 км к северо-западу от Оша.

## Климат
Климат умеренно-океанический. Лето жаркое и немного дождливое, температура часто превышает 35 °С. Зимой часто бывает отрицательная температура и ночные заморозки. Годовое количество осадков — 700—900 мм.

## Население
Население коммуны на 2010 год составляло 197 человек.
| 1962 | 1968 | 1975 | 1982 | 1990 | 1999 | 2010 |
| ---- | ---- | ---- | ---- | ---- | ---- | ---- |
| 293  | 246  | 230  | 205  | 189  | 183  | 197  |

## Администрация
| Период | Период | Фамилия                 | Партия | Примечания |
| ------ | ------ | ----------------------- | ------ | ---------- |
| 2001   | 2008   | Юбер Казанелли д’Истрья |        |            |
| 2008   | 2020   | Клод Дюпра              |        |            |

## Экономика
В 2010 году среди 116 человек трудоспособного возраста (15-64 лет) 86 были экономически активными, 30 — неактивными (показатель активности — 74,1 %, в 1999 году было 65,3 %). Из 86 активных жителей работали 79 человек (38 мужчин и 41 женщина), безработных было 7 (1 мужчина и 6 женщин). Среди 30 неактивных 12 человек были учениками или студентами, 12 — пенсионерами, 6 были неактивными по другим причинам.

## Фотогалерея

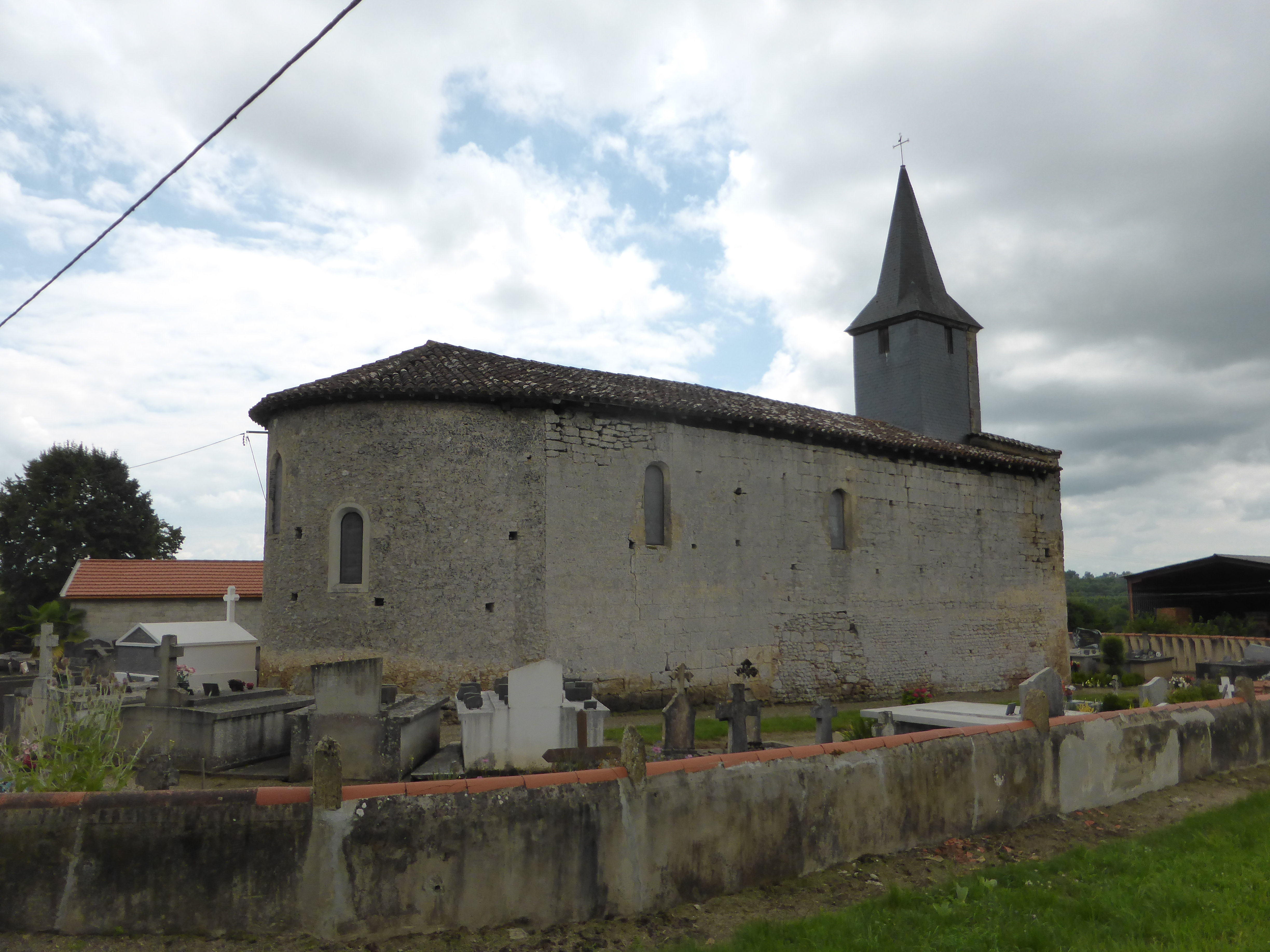
Церковь
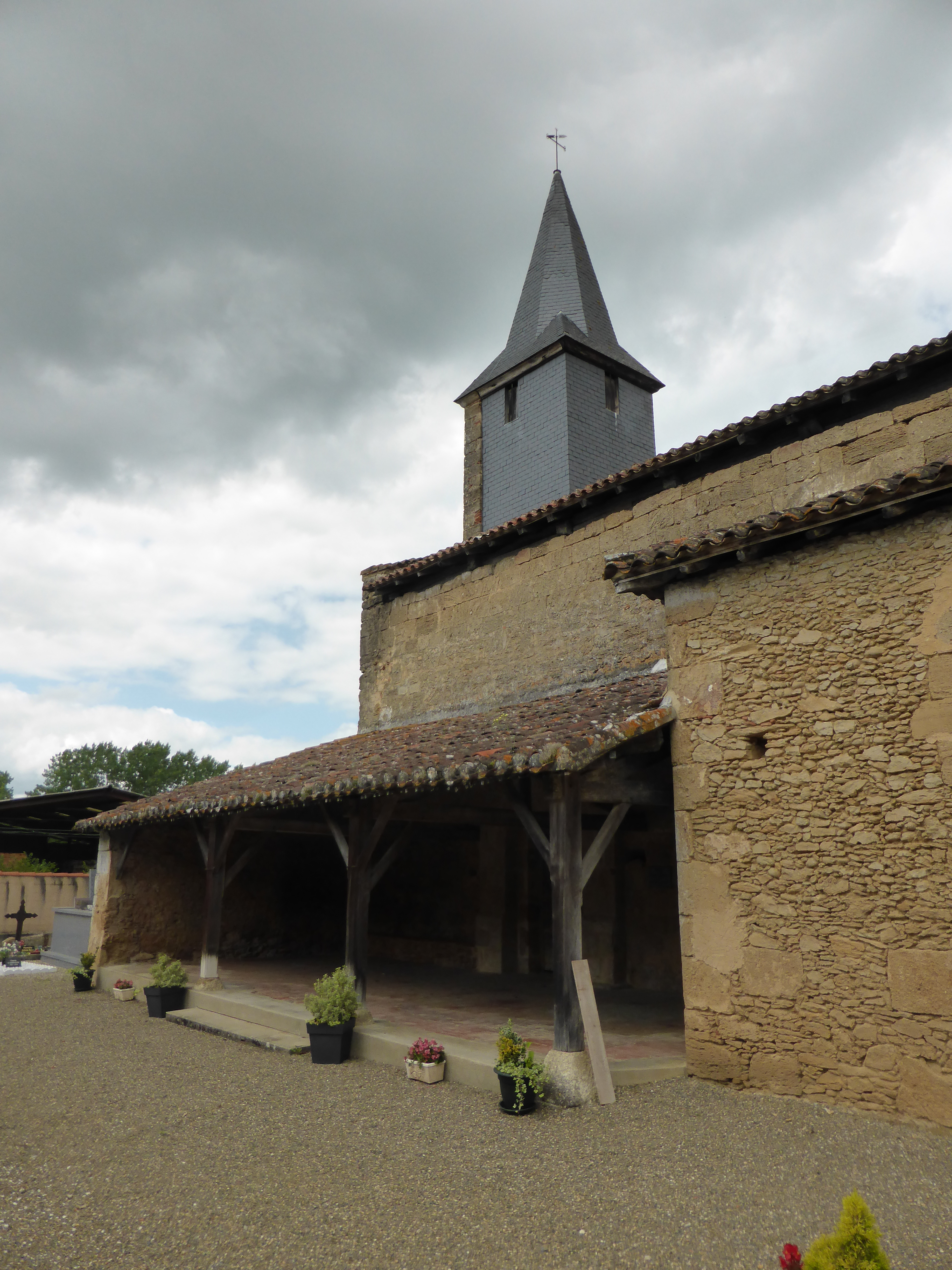
Церковь
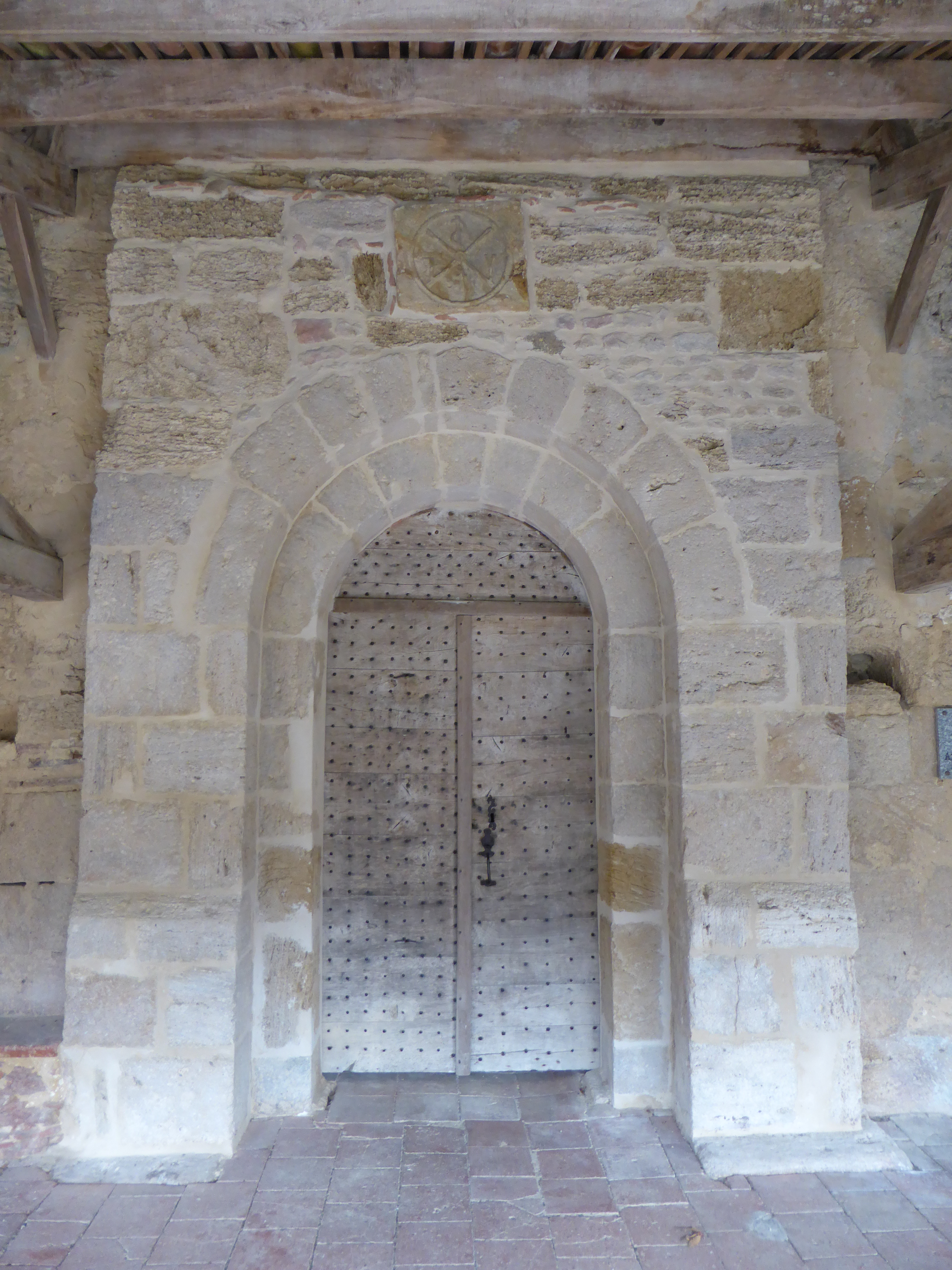
Портал церкви
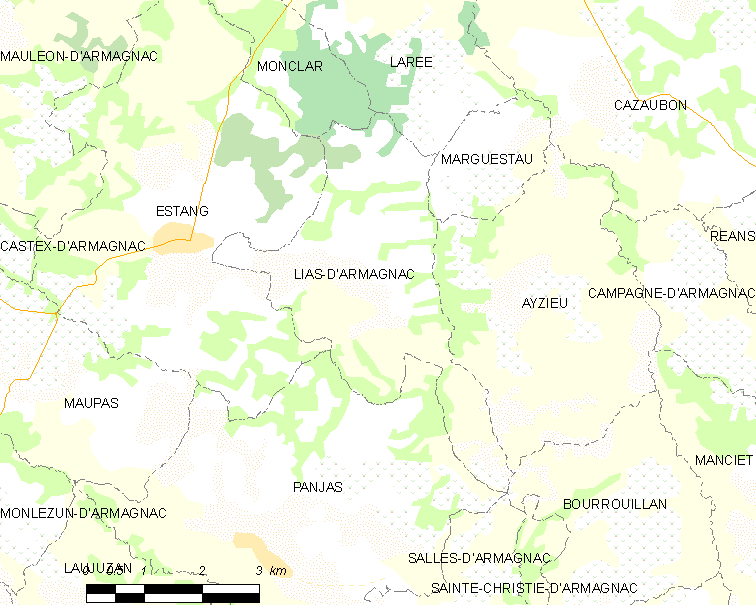
Карта коммуны